# Xã Carroll, Quận Washington, Pennsylvania
Xã Carroll (tiếng Anh: Carroll Township) là một xã thuộc quận Washington, tiểu bang Pennsylvania, Hoa Kỳ. Năm 2010, dân số của xã này là 5.640 người.